# Mangora gibberosa
Mangora gibberosa là một loài nhện trong họ Araneidae.
Loài này thuộc chi Mangora. Mangora gibberosa được Nicholas Marcellus Hentz miêu tả năm 1847.
1. ↑  Platnick, Norman I. (2010): The world spider catalog, version 10.5. American Museum of Natural History.

## Hình ảnh

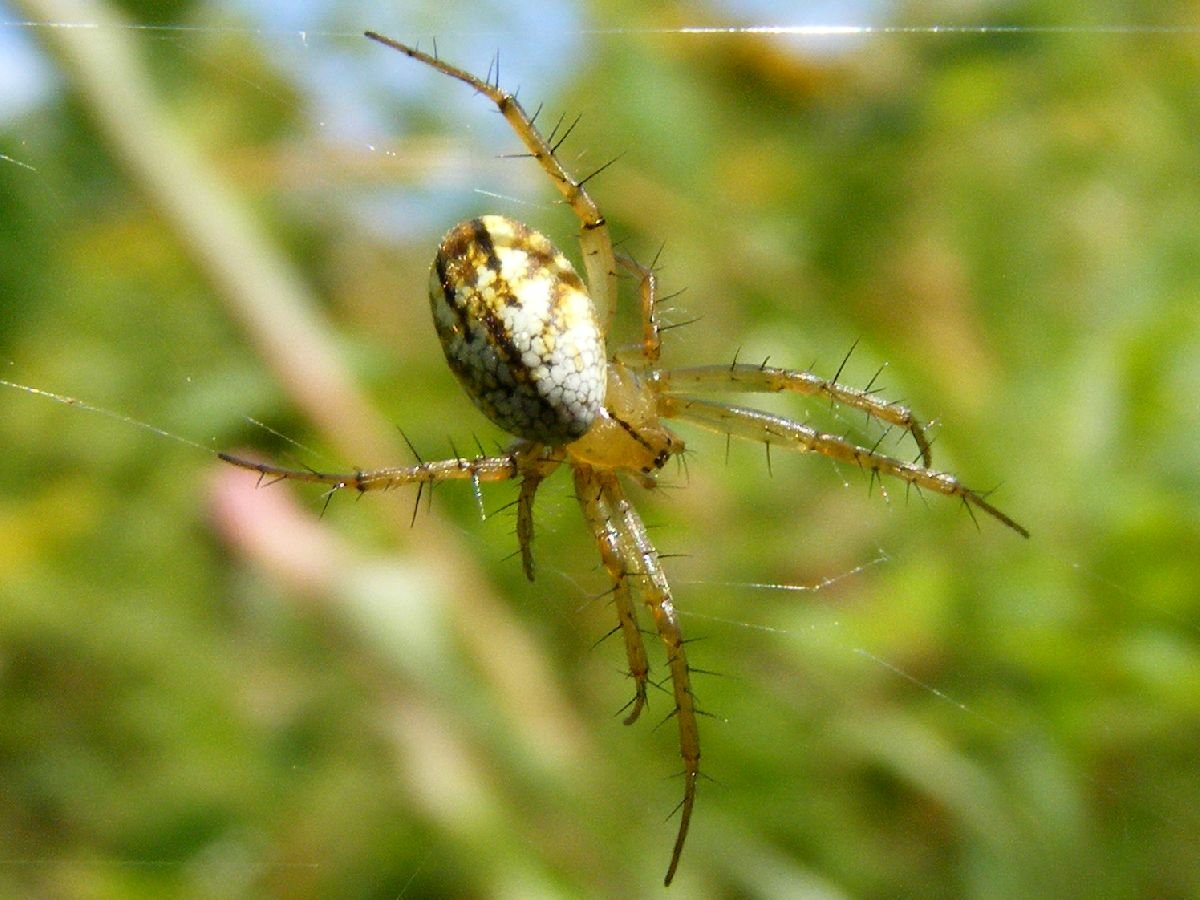
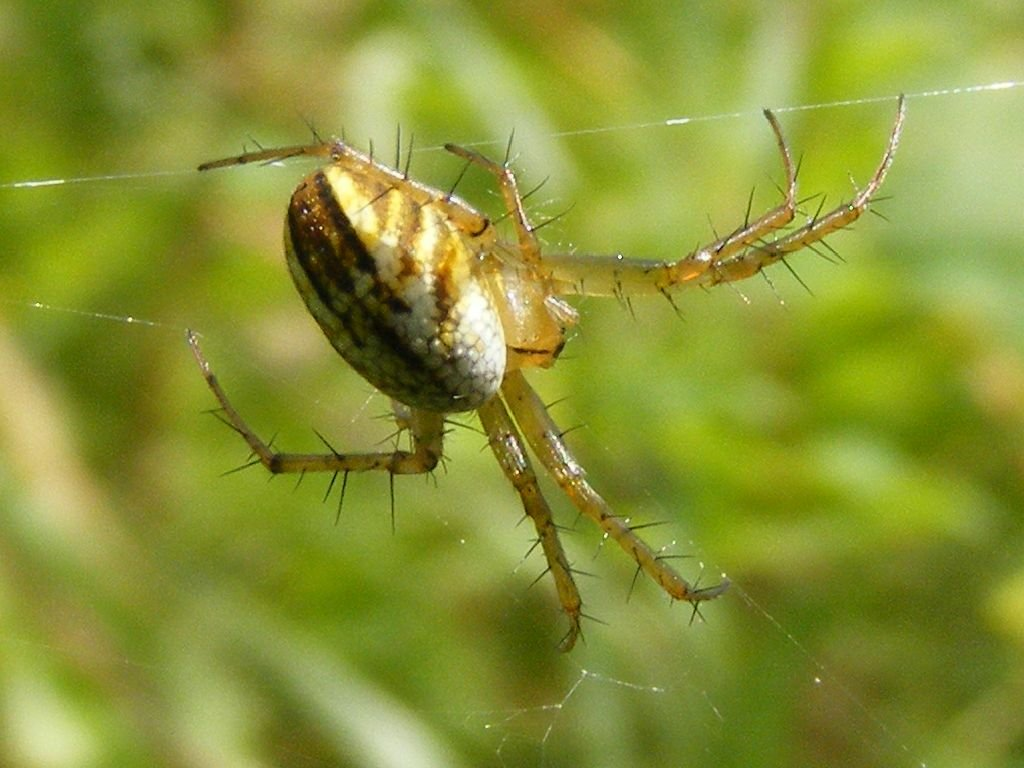
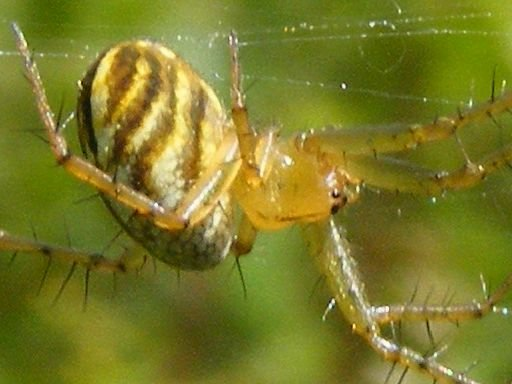